# Arenarba arenacea
Arenarba arenacea là một loài bướm đêm trong họ Noctuidae.